# Kalenići
Kalenići (en serbe cyrillique : Каленићи) est un village de Serbie situé dans la municipalité de Požega, district de Zlatibor. Au recensement de 2011, il comptait 285 habitants.

## Démographie
| 1948 | 1953 | 1961 | 1971 | 1981 | 1991 | 2002 | 2011 |
| ---- | ---- | ---- | ---- | ---- | ---- | ---- | ---- |
| 613  | 604  | 589  | 512  | 453  | 411  | 331  | 285  |

|  |